# Hashimoto

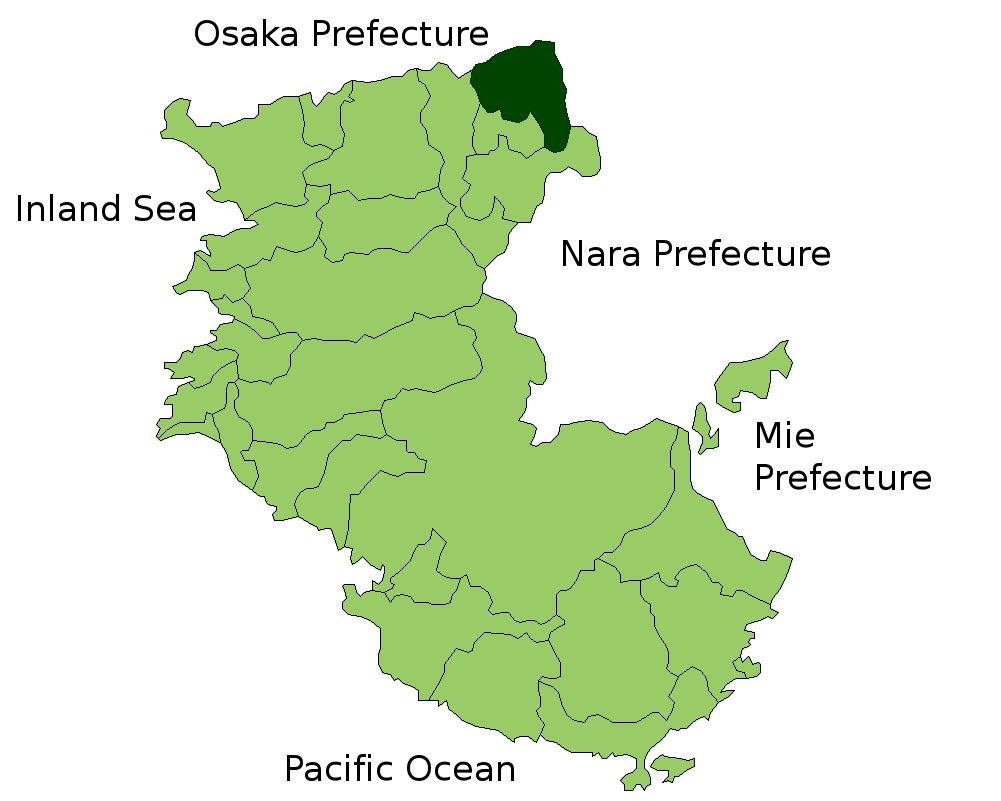

Hashimoto (橋本市 Hashimoto-shi?) este un municipiu din Japonia, prefectura Wakayama.